# SoftwareOne
SoftwareONE – przedsiębiorstwo świadczące usługi z zakresu konsultingu i zarządzania licencjami. Firma doradza klientom w zakresie administrowania i organizacji licencji na oprogramowanie. Wykorzystuje do tego celu własną platformę PyraCloud.

## Historia
Firma została założona w 1985 roku i od tego czasu jest własnością prywatną. Oprócz siedziby głównej w Stans w Szwajcarii istnieje również 65 oddziałów na całym świecie, 82 przedstawicielstwa lokalne i operacyjne 145 krajach. W sierpniu 2015 roku firma KKR nabyła 25% udziałów w SoftwareONE.
Na początku października 2018 r. SoftwareONE przejął wszystkie akcje spółki Comparex AG z Lipska.

## Partner
SoftwareONE jest partnerem Microsoft Gold Certified Partner i sprzedawcą dla 9000 producentów. Magazyn CRN uplasował ją na 14 miejscu na liście Solution Provider 500 w 2016 r.